# Botoșani

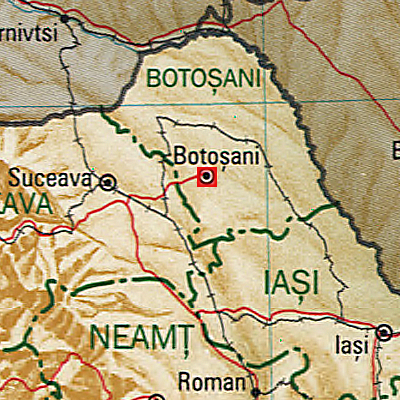
Botoșani (rotes Viereck) im Kreis Botoșani

Botoșani ([botoˈʃanʲⓘ] deutsch Botoschan oder auch Bottuschan) ist eine Stadt im Nordosten von Rumänien und liegt im gleichnamigen Kreis Botoșani. Die Stadt ist umgeben von den Ostkarpaten, der Republik Moldau und der Ukraine.

## Wirtschaft
Ein wichtiger Arbeitgeber der Stadt ist unter anderem der Möbelhersteller Nordtour.
Die Stadt besitzt ein Fachkrankenhaus für Rheumatologie.

## Kunst und Kultur
- Ethnographisches Museum
- Geburtshaus von Nicolae Iorga
- Geburtshaus von Ștefan Luchian
- Kunstgalerie „Luchian“
- Puppentheater „Vasilache“
- Staatsphilharmonie Botoșani
- Volksmusikensemble „Rapsozii Botoșanilor“

## Städtepartnerschaften
Botoșani unterhält Städtepartnerschaften mit
| Stadt   | Land   | seit              |
| ------- | ------ | ----------------- |
| Karaman | Türkei | 2012, 14. März    |
| Laval   | Kanada | 2007, 16. Oktober |

## Sehenswürdigkeiten
Geprägt ist die Innenstadt durch eine Fußgängerzone mit Springbrunnen. Auffällig ist, dass es relativ wenige Geschäfte, aber viele Bars gibt.
- Armenisch-gregorianische Kirche Hl. Dreifaltigkeit
- Casa Sofian, Casa Silion, Hotel Rares
- Große Synagoge
- Historisches Zentrum/Centrul Istoric
- Kreisgeschichtsmuseum (Muzeul Județean de Istorie)
- Lippovaner-Kirche Mariä Himmelfahrt
- römisch-katholische Kirche Johannes der Täufer
- rumänisch-orthodoxe Kirche Uspenia
- Theater Mihai Eminescu